# Cratere Marinus
Marinus è un cratere lunare intitolato al geografo Marino di Tiro. Si trova nella parte sudorientale della Luna, e dalla Terra è visibile soltanto ad un angolo molto piccolo; per questo le osservazioni compiute su di esso sono limitate. Si trova a nord del più ampio e scuro cratere Oken, mentre ad est si osserva la parte settentrionale del Mare Australe.
Il cratere è considerevolmente eroso, sebbene la sua forma sia ancora grossomodo circolare. Una coppia di crateri più piccoli è sovrapposta a gran parte del bordo sud-sudest. Il cratere correlato Marinus R è connesso al bordo nordovest, e la formazione ha parzialmente invaso Marinus B ad ovest. All'interno del cratere, il fondale è piuttosto piatto con un'albedo più bassa della superficie circostante; inoltre è punteggiato da parecchi crateri minori, così come le pareti interne ed esterne.

## Crateri correlati
Alcuni crateri minori situati in prossimità di Marinus sono convenzionalmente identificati, sulle mappe lunari, attraverso una lettera associata al nome.
| Marinus | Latitudine | Longitudine | Diametro |
| ------- | ---------- | ----------- | -------- |
| A       | 39.9° S    | 73.2° E     | 27 km    |
| B       | 39.6° S    | 74.8° E     | 59 km    |
| C       | 38.0° S    | 73.5° E     | 37 km    |
| D       | 38.3° S    | 79.4° E     | 51 km    |
| E       | 36.2° S    | 76.7° E     | 17 km    |
| F       | 41.3° S    | 74.8° E     | 17 km    |
| G       | 40.4° S    | 76.6° E     | 21 km    |
| H       | 40.2° S    | 77.7° E     | 16 km    |
| J       | 39.6° S    | 71.0° E     | 10 km    |
| M       | 37.5° S    | 80.8° E     | 26 km    |
| N       | 37.6° S    | 78.4° E     | 16 km    |
| R       | 38.0° S    | 75.3° E     | 44 km    |

I seguenti crateri sono stati rinominati dall'UAI:
- Marinus D - vedi cratere Harlan.